# Phụ nữ và người lạ
Phụ nữ và người lạ (tiếng Đức:Die Frau und der Fremde) là bộ phim Cộng hòa dân chủ Đức, sản xuất năm 1985, do Rainer Simon đạo diễn, dựa trên tiểu thuyết "Karl und Anna" của Leonhard Frank. Phim nói về đề tài chiến tranh (Thế chiến I) và tình yêu thời chiến. Đây là bộ phim Đông Đức duy nhất giành giải Gấu vàng, tại Liên hoan phim quốc tế Berlin lần thứ 35.

## Nội dung
Trong năm cuối cùng của chiến tranh, năm 1918, hai người lính Đức, Karl và Richard đang bị giam cầm ở Nga. Trong khi chờ đợi người vợ ở nhà, Karl, Richard gặp Anna. Từ đây rắc rối bắt đầu...

## Diễn viên
- Joachim Lätsch as Karl
- Peter Zimmermann as Richard
- Kathrin Waligura as Anna
- Christine Schorn as Trude
- Siegfried Höchst as Horst
- Hans-Uwe Bauer as Verwirrter Soldat
- Katrin Knappe as Marie
- Ulrich Mühe as Revolutionär
- Herbert Sand as Kriegsinvalide
- Daniel Fries as Trudes kleiner Sohn
- Roman-Eckhard Galonska as Nachbar
- Mirko Haninger as Soldat am Fenster
- Reiner Heise as Deutscher Gefangener
- Rita Hirschberger as Elfie